# Athletissima 2016
Navigation
Édition précédente Édition suivante
L'Athletissima 2016 est la 39e édition du meeting Athletissima qui a lieu le 25 août 2016 au Stade olympique de la Pontaise de Lausanne, en Suisse. Il constitue la onzième étape de la Ligue de diamant 2016.

## Résultats

### Hommes
| Rang | Athlète                     | Temps      | Points |
| ---- | --------------------------- | ---------- | ------ |
| 1.   | Churandy Martina            | 19 s 81 NR | 10     |
| 2.   | Alonso Edward               | 19 s 92 SB | 6      |
| 3.   | Julian Forte                | 20 s 16 SB | 4      |
| 4.   | Lykourgos-Stefanos Tsakonas | 20 s 21 SB | 3      |
| 5.   | Reece Prescod               | 20 s 38 PB | 2      |
| 6.   | Solomon Bockarie            | 20 s 42    | 1      |

| Rang | Athlète             | Temps   | Points |
| ---- | ------------------- | ------- | ------ |
| 1.   | LaShawn Merritt     | 44 s 50 | 10     |
| 2.   | Steven Gardiner     | 44 s 75 | 6      |
| 3.   | Liemarvin Bonevacia | 45 s 26 | 4      |
| 4.   | Pavel Maslák        | 45 s 35 | 3      |
| 5.   | Martyn Rooney       | 45 s 46 | 2      |
| 6.   | Isaac Makwala       | 45 s 62 | 1      |

| Rang | Athlète            | Temps                         | Points |
| ---- | ------------------ | ----------------------------- | ------ |
| 1.   | Ayanleh Souleiman  | 2 min 13 s 49 WL, DLR, MR, NR | 10     |
| 2.   | Robert Biwott      | 2 min 13 s 89                 | 6      |
| 3.   | Jonathan Kitilit   | 2 min 13 s 95 PB              | 4      |
| 4.   | Asbel Kiprop       | 2 min 14 s 23 PB              | 3      |
| 5.   | Marcin Lewandowski | 2 min 14 s 30 NR              | 2      |
| 6.   | Matthew Centrowitz | 2 min 16 s 67 PB              | 1      |

| Rang | Athlète                 | Temps      | Points |
| ---- | ----------------------- | ---------- | ------ |
| 1.   | Orlando Ortega          | 13 s 11    | 10     |
| 2.   | Omar McLeod             | 13 s 12    | 6      |
| 3.   | Dimitri Bascou          | 13 s 25    | 4      |
| 4.   | Wilhem Belocian         | 13 s 25 PB | 3      |
| 5.   | Balázs Baji             | 13 s 34    | 2      |
| 6.   | Pascal Martinot-Lagarde | 13 s 37    | 1      |

| Rang | Athlète                | Temps            | Points |
| ---- | ---------------------- | ---------------- | ------ |
| 1.   | Abraham Kibiwott       | 8 min 09 s 58    | 10     |
| 2.   | Nicholas Kiptanui Bett | 8 min 10 s 07 PB | 6      |
| 3.   | Abel Mutai             | 8 min 17 s 88    | 4      |
| 4.   | Jairus Birech          | 8 min 19 s 48    | 3      |
| 5.   | Brimin Kipruto         | 8 min 20 s 46    | 2      |
| 6.   | Donald Cabral          | 8 min 20 s 77    | 1      |

| Rang | Athlète                         | Marque | Points |
| ---- | ------------------------------- | ------ | ------ |
| 1.   | Mutaz Essa Barshim              | 2,35 m | 10     |
| 2.   | Robbie Grabarz                  | 2,32 m | 6      |
| 3.   | Erik Kynard                     | 2,32 m | 4      |
| 4.   | Bogdan Bondarenko               | 2,32 m | 3      |
| 5.   | Andriy Protsenko                | 2,29 m | 2      |
| 6.   | Pavel Seliverstov Donald Thomas | 2,25 m | 1      |

| Rang | Athlète           | Marque    | Points |
| ---- | ----------------- | --------- | ------ |
| 1.   | Sam Kendricks     | 5,92 m MR | 10     |
| 2.   | Renaud Lavillenie | 5,72 m    | 6      |
| 2.   | Piotr Lisek       | 5,72 m    | 6      |
| 4.   | Shawnacy Barber   | 5,62 m    | 3      |
| 5.   | Robert Sobera     | 5,62 m    | 2      |
| 6.   | Stanley Joseph    | 5,47 m    | 1      |

| Rang | Athlète             | Marque  | Points |
| ---- | ------------------- | ------- | ------ |
| 1.   | Philip Milanov      | 65,61 m | 10     |
| 2.   | Lukas Weißhaidinger | 64,84 m | 6      |
| 3.   | Zoltán Kővágó       | 64,52 m | 4      |
| 4.   | Robert Harting      | 63,12 m | 3      |
| 5.   | Robert Urbanek      | 62,83   | 2      |
| 6.   | Piotr Małachowski   | 62,46 m | 1      |

### Femmes
| Rang | Athlète                 | Temps   | Points |
| ---- | ----------------------- | ------- | ------ |
| 1.   | Elaine Thompson         | 10 s 78 | 10     |
| 2.   | Jenna Prandini          | 11 s 11 | 6      |
| 3.   | Morolake Akinosun       | 11 s 16 | 4      |
| 4.   | Desiree Henry           | 11 s 17 | 3      |
| 5.   | Marie-Josée Ta Lou      | 11 s 25 | 2      |
| 6.   | Veronica Campbell-Brown | 11 s 27 | 1      |

| Rang | Athlète            | Temps            | Points |
| ---- | ------------------ | ---------------- | ------ |
| 1.   | Francine Niyonsaba | 1 min 57 s 71    | 10     |
| 2.   | Eunice Sum         | 1 min 58 s 41    | 6      |
| 3.   | Lynsey Sharp       | 1 min 58 s 52    | 4      |
| 4.   | Melissa Bishop     | 1 min 58 s 71    | 3      |
| 5.   | Selina Büchel      | 1 min 58 s 77 SB | 2      |
| 6.   | Habitam Alemu      | 2 min 00 s 46    | 1      |

| Rang | Athlète            | Temps            | Points |
| ---- | ------------------ | ---------------- | ------ |
| 1.   | Genzebe Dibaba     | 8 min 31 s 84 MR | 10     |
| 2.   | Hellen Obiri       | 8 min 33 s 96    | 6      |
| 3.   | Mercy Cherono      | 8 min 34 s 49    | 4      |
| 4.   | Margaret Kipkemboi | 8 min 37 s 54 PB | 3      |
| 5.   | Janet Kisa         | 8 min 43 s 34    | 2      |
| 6.   | Agnes Tirop        | 8 min 50 s 74    | 1      |

| Rang | Athlète             | Temps   | Points |
| ---- | ------------------- | ------- | ------ |
| 1.   | Dalilah Muhammad    | 53 s 78 | 10     |
| 2.   | Eilidh Doyle        | 54 s 45 | 6      |
| 3.   | Sara Slott Petersen | 54 s 98 | 4      |
| 4.   | Cassandra Tate      | 55 s 14 | 3      |
| 5.   | Shamier Little      | 55 s 20 | 2      |
| 6.   | Ashley Spencer      | 55 s 86 | 1      |

| Rang | Athlète           | Marque | Points |
| ---- | ----------------- | ------ | ------ |
| 1.   | Ivana Španović    | 6,83 m | 10     |
| 2.   | Lorraine Ugen     | 6,71 m | 6      |
| 3.   | Darya Klishina    | 6,50 m | 4      |
| 4.   | Shara Proctor     | 6,48 m | 3      |
| 5.   | Tianna Bartoletta | 6,46 m | 2      |
| 6.   | Blessing Okagbare | 6,11 m | 1      |

| Rang | Athlète               | Marque  | Points |
| ---- | --------------------- | ------- | ------ |
| 1.   | Caterine Ibargüen     | 14,76 m | 10     |
| 2.   | Olga Rypakova         | 14,53 m | 6      |
| 3.   | Paraskeví Papahrístou | 14,18 m | 4      |
| 4.   | Patrícia Mamona       | 14,05 m | 3      |
| 5.   | Olga Saladuha         | 13,95 m | 2      |
| 6.   | Kimberly Williams     | 13,75 m | 1      |

| Rang | Athlète             | Marque     | Points |
| ---- | ------------------- | ---------- | ------ |
| 1.   | Valerie Adams       | 19,94 m    | 10     |
| 2.   | Michelle Carter     | 19,49 m    | 6      |
| 3.   | Christina Schwanitz | 19,33 m    | 4      |
| 4.   | Brittany Smith      | 18,94 m SB | 3      |
| 5.   | Anita Márton        | 18,60 m    | 2      |
| 6.   | Aljona Dubicka      | 17,81 m    | 1      |

| Rang | Athlète           | Marque  | Points |
| ---- | ----------------- | ------- | ------ |
| 1.   | Madara Palameika  | 65,29 m | 10     |
| 2.   | Barbora Špotáková | 64,48 m | 6      |
| 3.   | Tatjana Holodovič | 64,15 m | 4      |
| 4.   | Kathryn Mitchell  | 62,85 m | 3      |
| 5.   | Sunette Viljoen   | 62,47 m | 2      |
| 6.   | Liina Laasma      | 60,91 m | 1      |

## Légende
Records et Performances
- AR : Record continental (area record)
- CR : Record des championnats (championship record)
- MR : Record du meeting (meet record)
- NR : Record national (national record)
- OR : Record olympique (olympic record)
- PR : Record paralympique (paralympic record)
- PB : Record personnel (personal best)
- SB : Meilleure performance personnelle de la saison (season's best)
- WL : Meilleure performance mondiale de l'année (world leader)
- WJR : Record du monde junior (world junior record)
- WR : Record du monde (world record)

Circonstances et Conditions
- DNF : N'a pas terminé (did not finish)
- DNS : N'a pas pris le départ (did not start)
- DQ : Disqualification (disqualification)
- NM : Aucun essai valable enregistré (No Mark)
- Q : Qualifié « directement » au prochain tour (ou à la prochaine compétition), lors d'une compétition majeure, grâce au classement ou à la réalisation des minima (automatic qualifier)
- q : Qualifié au prochain tour (ou à la prochaine compétition), lors d'une compétition majeure, grâce au repêchage ou à la réalisation de l'une des meilleures performances parmi celles des « non qualifiés directement » (grâce au meilleur temps ou à la meilleure distance par exemple) (secondary qualifier)